# تمرد (رواية)
تمرد  (بالإنجليزية: Rising)‏ هي رواية للكاتب البريطاني آر سي هاتشتنسون، نشرت عام 1976، عن دار نشر مايكل جوزيف.